# Manuel Antônio de Almeida
Manuel Antônio de Almeida (Rio de Janeiro, 17 de novembro de 1830 — Macaé, 28 de novembro de 1861) foi um escritor brasileiro do século XIX, conhecido pelo seu romance Memórias de um Sargento de Milícias, considerado o primeiro romance urbano do Brasil e precursor do realismo no país.

## Biografia
Filho do tenente Antônio de Almeida,  e de Josefina Maria de Almeida. Seu pai morreu quando Manuel Antônio tinha dez anos de idade. Concluiu a Faculdade de Medicina em 1855, mas nunca exerceu a profissão. Dificuldades financeiras o levaram ao jornalismo e às letras. 
Quando tinha por volta de vinte anos, sua mãe faleceu. 
Foi redator do jornal Correio Mercantil, para o qual escrevia um suplemento, A Pacotilha. Neste suplemento publicou nas páginas dos folhetins sua única obra em prosa de fôlego, a novela Memórias de um Sargento de Milícias, de 1852 a 1853, em capítulos.
Pertenceu à primeira sociedade carnavalesca do Rio de Janeiro, o Congresso das Sumidades Carnavalescas, fundado em 1855.
Foi professor do Liceu de Artes e Ofícios do Rio de Janeiro.
Em 1858 foi nomeado diretor da Tipografia Nacional, onde conheceu o jovem aprendiz de tipógrafo Machado de Assis.
Procurou iniciar a carreira na política. Quando iria fazer as primeiras consultas entre os eleitores, morreu no naufrágio do navio Hermes, em 1861, na costa fluminense.

## Obra
Memórias de um sargento de Milícias, de 1852, foi seu único livro. Retrata as classes média e baixa, algo muito incomum para a época, na qual os romances retratavam os ambientes aristocráticos. A experiência de ter tido uma infância pobre influenciou Manuel Antônio de Almeida no desenvolvimento de sua obra.
Escreveu também a peça de teatro Dois Amores em 1861, que foi apresentada após a sua morte, com música da Condessa Rosawadowska, sem alcançar sucesso.

Também escreveu crônicas, críticas, artigos, etc., publicadas em jornais da época e que foram reunidas em livro, em 1991, por Bernardo de Mendonça a partir da pesquisa de fontes primárias, a começar pelo jornal  Correio Mercantil, do Rio de Janeiro. A Obra Dispersa de Manuel Antônio de Almeida reúne não só a colaboração dispersa em jornais e a opereta Dois Amores, mas três antologias complementares: a correspondência ativa, descoberta entre os recentes anos 50 e 60, dirigida a Quintino Bocaiuva, Francisco Ramos da Paz e José de Alencar; os depoimentos de contemporâneos, como Francisco Otaviano, Machado de Assis, Augusto Emílio Zaluar, Félix Ferreira, Joaquim Manuel de Macedo; e, por fim, uma mostra das hesitações críticas nas leituras pré-modernistas das Memórias de Um Sargento de Milícias.